# Vlasta Dryak
Vlasta Dryak (1911. – Los Angeles, Kalifornija, 8. ožujka 2006.) je bila hrvatska filmska glumica iz doba nijemog filma.

## Filmografija

### Filmske uloge
- "Vragoljanka" (1919.)